# Basri Dirimlili
Basri Dirimlili (7 de juny de 1929 - 14 de setembre de 1997), anomenat Mehmetcik Basri, fou un futbolista turc de la dècada de 1950.
Fou 26 cops internacional amb la selecció turca amb la qual participà en els Jocs Olímpics de 1952 i al Mundial de 1954. Pel que fa a clubs, defensà els colors d'Eskişehir Demirspor i Fenerbahçe SK in 1951.
Fou assistent d'entrenador a Fenerbahçe amb Ignace Molnar, Traian Ionescu, Didi i Branko Stanković. També entrenà a Feriköy, Vefa S.K., Samsunspor i Istanbulspor.